# أوس فاضل
أوس فاضل عباس (24 حزيران/يونيو 1979-) ممثل كوميدي عراقي.

## مشواره المهني
خريج معهد بغداد للسياحة والفندقة وخريج معهد إدارة تقني قسم سياحة. دخل الوسط الفني في عام 2014 واشتهر في عدة برامج، منها: ولاية بطيخ في شخصية كامل مفيد بجميع مواسمه، كما شارك في برنامج الجيب واحد، وفي مسلسل زيدان المليان ،نجا من محاولة اغتيال إثر مشاركته في دعم الاحتجاجات العراقية 2019–20.

## أعماله[6]

### في التلفزيون
| سنة الإنتاج | اسم المسلسل        | الشخصية |
| ----------- | ------------------ | ------- |
| 2020        | بنج عام            |         |
| 2020        | ولاية بطيخ 5       |         |
| 2018        | زيدان المليان      | [ 7 ]   |
| 2020        | ولاية بطيخ 4       |         |
| 2018        | شخاطة              |         |
| 2018        | أفتح يا بستم       |         |
| 2017        | ولاية بطيخ 3       |         |
| 2016        | ولاية بطيخ 2       |         |
| 2016        | جراوية             |         |
| 2015        | ولاية بطيخ 1       |         |
| 2014        | علج مي (الجزء 1-3) |         |
|             | السيدة كولا        |         |

### تقديم البرامج
| سنة الإنتاج | اسم البرنامج            | عرض على        |
| ----------- | ----------------------- | -------------- |
| 2017        | الجيب واحد (الموسم 1-2) | قناة هنا بغداد |